# Férfi 400 méteres gyorsúszás a 2011-es úszó-világbajnokságon
A férfi 400 méteres gyorsúszás selejtezőit és a döntőt július 24-én rendezték meg a 2011-es úszó-világbajnokságon.

## Rekordok
|                                 | Név             | Nemzetiség | Idő     | Helyszín | Dátum            |
| ------------------------------- | --------------- | ---------- | ------- | -------- | ---------------- |
| Világrekord Világbajnoki rekord | Paul Biedermann | GER        | 3:40.07 | Róma     | 2009. július 26. |

## Érmesek
| Arany                   | Ezüst                       | Bronz                         |
| Dél-Korea · Pak Thehvan | Kína · Szun Jang (Sun Yang) | Németország · Paul Biedermann |

## Eredmény

### Selejtezők
| Helyezés | Selejtező | Pálya | Név                       | Nemzetiség | Idő     | Megj. |
| -------- | --------- | ----- | ------------------------- | ---------- | ------- | ----- |
| 1        | 7         | 4     | Szun Jang (Sun Yang)      | CHN        | 3:44.87 | Q     |
| 2        | 5         | 3     | Peter Vanderkaay          | USA        | 3:45.02 | Q     |
| 3        | 5         | 5     | Paul Biedermann           | GER        | 3:45.18 | Q     |
| 4        | 6         | 5     | Uszáma el-Mellúli         | TUN        | 3:45.90 | Q     |
| 5        | 6         | 6     | Sébastien Rouault         | FRA        | 3:46.20 | Q     |
| 6        | 5         | 4     | Yannick Agnel             | FRA        | 3:46.72 | Q     |
| 7        | 6         | 4     | Pak Thehvan               | KOR        | 3:46.74 | Q     |
| 8        | 6         | 3     | Ryan Cochrane             | CAN        | 3:46.88 | Q     |
| 9        | 7         | 6     | Samuel Pizzetti           | ITA        | 3:47.12 |       |
| 10       | 6         | 2     | Kis Gergő                 | HUN        | 3:47.26 |       |
| 11       | 6         | 1     | Taj Csün (Dai Jun)        | CHN        | 3:47.58 |       |
| 12       | 7         | 1     | Mads Glæsner              | DEN        | 3:48.41 |       |
| 13       | 7         | 5     | Ryan Napoleon             | AUS        | 3:48.54 |       |
| 14       | 5         | 6     | Charlie Houchin           | USA        | 3:48.80 |       |
| 15       | 5         | 1     | David Carry               | GBR        | 3:48.89 |       |
| 16       | 5         | 8     | Heerden Herman            | RSA        | 3:49.55 |       |
| 17       | 7         | 8     | Sho Uchida                | JPN        | 3:49.70 |       |
| 18       | 7         | 7     | Robert Renwick            | GBR        | 3:49.91 |       |
| 19       | 7         | 3     | Thomas Fraser-Holmes      | AUS        | 3:50.71 |       |
| 20       | 4         | 2     | Juan Martin Pereyra       | ARG        | 3:51.03 | NR    |
| 21       | 7         | 2     | Clemens Rapp              | GER        | 3:51.07 |       |
| 22       | 5         | 7     | Dominik Meichtry          | SUI        | 3:51.32 |       |
| 23       | 4         | 1     | Cristian Quintero         | VEN        | 3:52.73 |       |
| 24       | 5         | 2     | Nyikita Lobincev          | RUS        | 3:53.52 |       |
| 25       | 4         | 5     | David Brandl              | AUT        | 3:54.73 |       |
| 26       | 4         | 3     | Velimir Stjepanović       | SRB        | 3:54.87 |       |
| 27       | 6         | 8     | Szerhij Frolov            | UKR        | 3:55.01 |       |
| 28       | 3         | 3     | Mohamed Farhoud           | EGY        | 3:55.32 |       |
| 29       | 4         | 7     | Mateo de Angulo           | COL        | 3:55.92 |       |
| 30       | 4         | 4     | Dylan Dunlop-Barrett      | NZL        | 3:56.04 |       |
| 31       | 4         | 6     | Mateusz Sawrymowicz       | POL        | 3:56.22 |       |
| 32       | 4         | 8     | Raúl Martínez             | PUR        | 3:58.35 |       |
| 33       | 3         | 2     | Sobitjon Amilov           | UZB        | 3:59.01 |       |
| 34       | 3         | 6     | Mario Montoya             | CRC        | 4:00.88 |       |
| 35       | 3         | 5     | Sebastian Jahnsen         | PER        | 4:00.93 |       |
| 36       | 3         | 4     | Irakli Revishvili         | Grúzia     | 4:02.97 |       |
| 37       | 3         | 7     | Pavol Jelenak             | SVK        | 4:03.82 |       |
| 38       | 3         | 8     | Emanuele Nicolini         | SMR        | 4:04.38 |       |
| 39       | 2         | 4     | Allan Gutierrez           | HON        | 4:06.56 |       |
| 40       | 3         | 1     | Nicholas Schwab           | DOM        | 4:08.40 |       |
| 40       | 6         | 7     | Ahmed Mathlouthi          | TUN        | 4:08.40 |       |
| 42       | 2         | 3     | Mattew Abeysinghe         | SRI        | 4:09.45 |       |
| 43       | 2         | 5     | Iacovos Hadjiconstantinou | CYP        | 4:13.53 |       |
| 44       | 2         | 6     | Gebrel Ahmed              | PLE        | 4:18.40 |       |
| 45       | 2         | 7     | Douglas Miller            | FIJ        | 4:20.74 |       |
| 46       | 2         | 2     | Heimanu Sichan            | TAH        | 4:21.24 |       |
| 47       | 1         | 4     | Anderson Lim              | BRU        | 4:34.95 |       |
| 48       | 1         | 5     | Ryan Govinden             | SEY        | 4:55.10 |       |
| 49       | 1         | 3     | Chamraen Youri Maximov    | CAM        | 4:55.35 |       |

### Döntő
| Helyezés  | Pálya | Név                  | Nemzetiség | Idő     | Megj. |
| --------- | ----- | -------------------- | ---------- | ------- | ----- |
| Aranyérem | 1     | Pak Thehvan          | KOR        | 3:42.04 |       |
| Ezüstérem | 4     | Szun Jang (Sun Yang) | CHN        | 3:43.24 |       |
| Bronzérem | 3     | Paul Biedermann      | GER        | 3:44.14 |       |
| 4         | 5     | Peter Vanderkaay     | USA        | 3:44.83 |       |
| 5         | 8     | Ryan Cochrane        | CAN        | 3:45.17 |       |
| 6         | 7     | Yannick Agnel        | FRA        | 3:45.24 |       |
| 7         | 6     | Uszáma el-Mellúli    | TUN        | 3:45.31 |       |
| 8         | 2     | Sébastien Rouault    | FRA        | 3:47.66 |       |